# Звезде Гранда
Звезде Гранда су српска телевизијска емисија коју је створио Саша Поповић. Емисију организује Grand Production у потрази за амбициозним певачима. Звезде Гранда емитују разни комерцијални емитери широм бивше Југославије.
До сада је одабрано 18 победника по избору гледалаца, док су многи такмичењем стекли славу упркос томе што нису победили, а неки од њих су: Тања Савић, Дарко Филиповић, Славица Ћуктераш, Јована Пајић, Рада Манојловић, Милан Станковић, Катарина Живковић, Јелена Костов, Милица Павловић, Вања Мијатовић, Александра Пријовић, Катарина Грујић, Андреана Чекић, Теа Таировић, Теодора Џехверовић и Александра Младеновић. Звезде Гранда су најпознатији талент–шоу на Балкану са највише гледалаца по сезони.

## Формат
Шоу се састоји из жирија који сачињавају музичке звезде и продуценти такмичења, чији је оснивач Grand Production, Саша Поповић, и учесника (претходно изабраних током аудиције) из Србије и осталих држава западног Балкана. Музичке нумере које изводе учесници су углавном фолк, поп и рок жанра.
Они изабрани на аудицијама добијају прилику да покажу своје певачко умеће пред жиријем, а читаво такмичење се приказује на телевизији наредних неколико месеци. Састоји се од шест рунди, док се у свакој рунди број преосталих такмичара смањује. У првој рунди жирију је онемогућено да виде такмичаре, одлучују искључиво на основу њихових вокалних способности. Касније жири може додатно да одлучује на основу њиховог наступа на позорници. Финалисти затим певају у великим аренама, попут Штарк арене, Олимпијске дворане Хуан Антонио Самаран или у телевизијском студију, док су резултати изведени из гласова публике или гласова жирија. Победници су награђени дискографским уговором са Grand Production, албумом или синглом са спотом, или материјалном наградом као што је аутомобил или апартман. Од тринаесте сезоне, чланови жирија постају ментори који бирају певаче за које верују да ће победити у такмичењу. Свако од чланова има стручан скуп људи из музичке индустрије који ће такмичарима помагати око певања и сценских наступа.

## Жири
Продукцијски жири садржи творца такмичења, оснивача и бившег власника Grand Production, Сашу Поповића, и музичке звезде Лепу Брену и Сашу Јакшића, који могу допустити такмичарима пролазак у даљу рунду без примања гласова жирија. Брена и Јакшић су касније отишли из такмичења и Снежана Ђуришић, фолк певачица са више од 40 година каријере, дошла је њихово место, а убрзо јој се придружио текстописац Александар Mилић Мили.
Панел жирија 2013. године састојао се од фолк музичара Шабана Шаулића названог „краљем фолка”,  Зорице Брунцлик, која је продала преко 15 милиона копија албума, Аце Лукаса, најпознатијег српског поп-фолк певача и Драгана Стојковића Босанца, познатог српског хармоникаша и музичара. Ана Бекута се прикључила жирију наредне године, док је Зорица Брунцлик отишла годину дана касније да би се прикључила такмичењу Пинкове звезде. Јелена Карлеуша и Марија Шерифовић дошле су 2015. године због њихове славе и успеха у поп музици. Исте године, након високо гледане расправе са Карлеушом, турбо-фолк звезда 2000-их, Виолета Вики Миљковић, раније гост жири, постаје део сталног жирија. Шабан Шаулић је из истог разлога као и Брунцлик, наредне године напустио такмичење. Од једанаесте сезоне такође постоји и тајни жири, који је углавном позната особа из шоу-бизниса, чији се идентитет сакрива од жирија и учесника. Бивши члан хеви метал групе Генерација 5, Ђорђе Давид, део је жирија од 2018. како би допринео варијанти рок музичара. Исте године, Лукас је напустио такмичење из личних разлога, углавном због неслагања са Поповићем и свађе са Карлеушом. Јелена Карлеуша је напустила жири и отказала уговор са продукцијом јуна 2021. године ради промоције свог новог албума и развоја даље музичке каријере. Место Јелене у жирију је исте године заузела српска фолк певачица Цеца. При завршетку 18. сезоне Марија Шерифовић је најавила да напушта жири, а на њено место је дошла Дара Бубамара. Драган Стојковић Босанац и Вики Миљковић су након завршетка 18. сезоне објавили да напуштају жири, прешавши у жири Пинкових хвезда, које су поново почеле са емитовањем. Mesto Dragana Stojkovića Bosanca u žiriju zauzeo je srpski folk pevač Dragan Kojić Keba.Telegraf.rsKeba je novi član žirija Zvezda Granda! Potpisao ugovor, oglasili se iz Grandaprije 2 sata
| Жири                     | Сезона | Сезона | Сезона | Сезона | Сезона | Сезона | Сезона | Сезона | Сезона | Сезона | Сезона | Сезона | Сезона | Сезона | Сезона | Сезона | Сезона | Сезона | Сезона |        |
| Жири                     | 1.     | 2.     | 3.     | 4.     | 5.     | 6.     | 7.     | 8.     | 9.     | 10.    | 11.    | 12.    | 13.    | 14.    | 15.    | 16.    | 17.    | 18.    | 19.    |        |
| ------------------------ | ------ | ------ | ------ | ------ | ------ | ------ | ------ | ------ | ------ | ------ | ------ | ------ | ------ | ------ | ------ | ------ | ------ | ------ | ------ | ------ |
| Саша Поповић             | Главна | Главна | Главна | Главна | Главна | Главна | Главна | Главна | Главна | Главна | Главна | Главна | Главна | Главна | Главна | Главна | Главна | Главна |        |        |
| Драган Стојковић Босанац |        |        |        |        |        |        | Главна | Главна | Главна | Главна | Главна | Главна | Главна | Главна | Главна | Главна | Главна | Главна |        |        |
| Лепа Брена               |        |        |        |        |        |        |        | Главна | Главна |        |        |        |        |        |        |        |        |        |        |        |
| Жика Јакшић              |        |        |        |        |        |        |        | Главна | Главна |        |        |        |        |        |        |        |        |        |        |        |
| Снежана Ђуришић          |        |        |        |        |        |        |        | Главна | Главна | Главна | Главна | Главна | Главна | Главна | Главна | Главна | Главна | Главна | Главна |        |
| Шабан Шаулић             |        |        |        |        |        |        |        | Главна | Главна | Главна |        |        |        |        |        |        |        |        |        |        |
| Аца Лукас                |        |        |        |        |        |        |        | Главна | Главна | Главна | Главна |        |        |        |        |        |        |        |        |        |
| Зорица Брунцлик          |        |        |        |        |        |        |        | Главна | Главна |        |        |        |        |        |        |        |        |        |        |        |
| Ана Бекута               |        |        |        |        |        |        |        |        | Главна | Главна | Главна | Главна | Главна | Главна | Главна | Главна | Главна | Главна | Главна | Главна |
| Марија Шерифовић         |        |        |        |        |        |        |        |        |        | Главна | Главна | Главна | Главна | Главна | Главна | Главна | Главна | Главна |        |        |
| Јелена Карлеуша          |        |        |        |        |        |        |        |        |        | Главна | Главна | Главна | Главна | Главна |        |        |        |        |        |        |
| Вики Миљковић            |        |        |        |        |        |        |        |        |        | Главна | Главна | Главна | Главна | Главна | Главна | Главна | Главна | Главна |        |        |
| Ђорђе Давид              |        |        |        |        |        |        |        |        |        |        |        |        | Главна | Главна | Главна | Главна | Главна | Главна | Главна | Главна |
| Александар Милић         |        |        |        |        |        |        |        |        |        |        |        |        |        | Главна | Главна | Главна | Главна | Главна | Главна |        |
| Цеца                     |        |        |        |        |        |        |        | Гост   |        |        |        |        |        |        | Главна | Главна | Главна | Главна | Главна |        |
| Дара Бубамара            |        |        |        |        |        |        |        |        |        |        |        |        |        |        |        |        |        |        | Главна |        |
| Драган Којић Кеба        |        |        |        |        |        |        |        |        |        |        |        |        |        |        |        |        |        |        | Главна |        |

## Преглед сезона
Победник (или његов ментор)
| Сезона | Година   | Победник                         | Држава              |
| ------ | -------- | -------------------------------- | ------------------- |
| 1.     | 2003/04. | Бранислав Мојићевић              | Србија              |
| 2.     | 2005.    | Милица Тодоровић                 | Србија              |
| 3.     | 2007.    | Душан Свилар                     | Србија              |
| 4.     | 2008/09. | Дарко Лазић                      | Србија              |
| 5.     | 2010/11. | Стефан Петрушић                  | Србија              |
| 6.     | 2012.    | Дарко Мартиновић                 | Црна Гора           |
| 7.     | 2012/13. | Амар Јашарспахић                 | Босна и Херцеговина |
| 8.     | 2013/14. | Мирза Селимовић                  | Босна и Херцеговина |
| 9.     | 2014/15. | Харис Берковић                   | Босна и Херцеговина |
| 10.    | 2015/16. | Ибро Бублин                      | Босна и Херцеговина |
| 11.    | 2016/17. | Алекса Перовић (гласови жирија)  | Србија              |
| 11.    | 2016/17. | Ристе Ристески (гласови публике) | Македонија          |
| 12.    | 2017/18. | Теодора Токовић (гласови жирија) | Србија              |
| 12.    | 2017/18. | Анид Ћушић (гласови публике)     | Босна и Херцеговина |
| 13.    | 2018/19. | Џејла Рамовић (Марија Шерифовић) | Босна и Херцеговина |
| 14.    | 2019/21. | Махир Мулалић (Марија Шерифовић) | Босна и Херцеговина |
| 15.    | 2021/22. | Нермин Ханџић (Вики Миљковић)    | Босна и Херцеговина |
| 16.    | 2022/23. | Славица Ангелова (Ђорђе Давид)   | Северна Македонија  |
| 17.    | 2023/24. | Шејла Зонић (Цеца)               | Босна и Херцеговина |
| 18.    | 2024/25. | Никола Станишић (Цеца)           | Северна Македонија  |
| 19.    | 2025/26. |                                  |                     |

## Приказивање
| Држава              | Емитер  | Премијера |
| ------------------- | ------- | --------- |
| Србија              | Пинк    | 2003.     |
| Србија              | Прва    | 2014.     |
| Босна и Херцеговина | Пинк БХ | 2003.     |
| Босна и Херцеговина | 2014.   |           |
| Босна и Херцеговина | Нова    | 2018.     |
| Црна Гора           | Пинк М  | 2003.     |
| Црна Гора           | Прва ЦГ | 2014.     |
| Црна Гора           | Нова    | 2022.     |
| Северна Македонија  | Канал 5 | 2014.     |
| Северна Македонија  | Сител   | 2023.     |